# Gmina Siemkowice
Die Gmina Siemkowice ist eine Landgemeinde im Powiat Pajęczański der Woiwodschaft Łódź in Polen. Sie hat etwa 4750 Einwohner und ihr Sitz ist das Dorf Siemkowice mit mehr als 1000 Einwohnern.

## Geographie

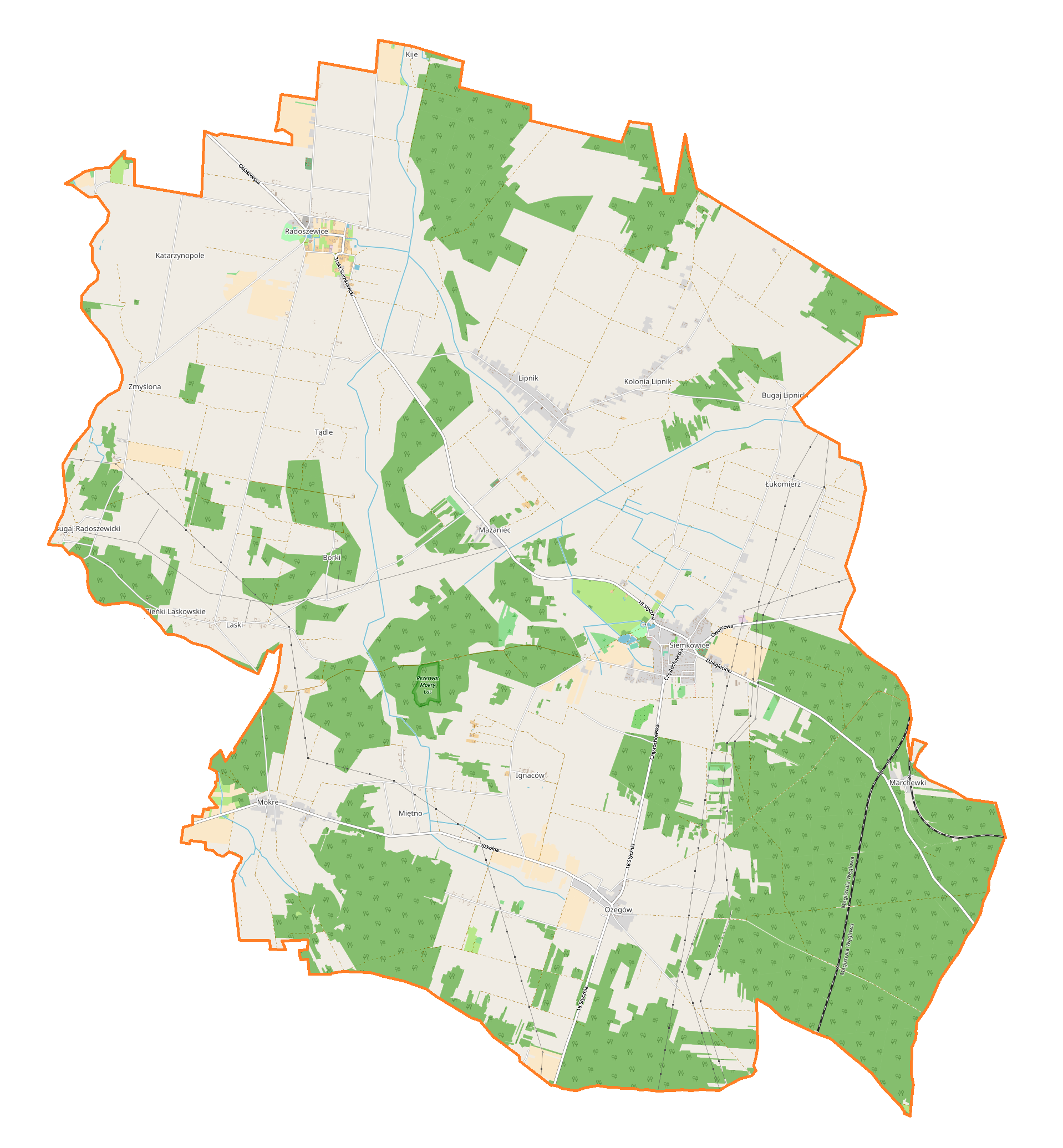
Karte der Gemeinde

Die Gemeinde liegt im Süden der Woiwodschaft. Die Kreisstadt Pajęczno (deutsch Pajęczno) liegt drei Kilometer östlich, Łódź (Lodz) 70 Kilometer und Warschau 200 Kilometer nordöstlich. Nachbargemeinden sind im Powiat Pajęczański Kiełczygłów im Norden und Osten, Pajęczno im Südosten und Działoszyn im Süden sowie im Powiat Wieluński Wierzchlas im Westen und Osjaków im Nordwesten. Die Gemeinde hat eine Fläche von 98,4 km², von der 68 Prozent land- und 29 Prozent forstwirtschaftlich genutzt werden. Ihr Gebiet ist mit 48 Einwohnern/km² dünn besiedelt. Die Wężnica entspringt bei Miedźno und durchzieht den Westen des Gemeindegebiets. Sie gehört zu den rechten Zuflüssen der Warthe.

## Geschichte
Während der deutschen Besetzung Polens im Zweiten Weltkrieg kam das Gemeindegebiet bis 1945 zum Landkreis Welun im Reichsgau Wartheland. Für kurze Zeit wurden die Orte umbenannt.
Die Landgemeinde Siemkowice im ehemaligen Powiat Wieluński wurde 1954 in Gromadas zerschlagen. Sie wurde zum 1. Januar 1973 im Powiat Pajęczański alten Zuschnitts in der ehemaligen Woiwodschaft Łódź wieder gebildet. Von 1975 bis 1998 gehörte die Gemeinde zur Woiwodschaft Sieradz. Der Powiat war in dieser Zeit aufgelöst. Die Landgemeinde kam 1999 an den Powiat Pajęczański der Woiwodschaft Łódź im gegenwärtigen Gebietszuschnitt. Wójt ist seit den Kommunalwahlen 2024 Kamil Ceglarek.

## Gliederung
Zur Landgemeinde (gmina wiejska) Siemkowice gehören die 18 folgenden Dörfer mit 15 Schulzenämtern (sołectwa), denen weitere Orte ohne Schulzenamt zugeordnet sind:
Borki
Delfina
Ignaców-Miętno
Katarzynopole
Kije
Kolonia Lipnik
Laski-Tądle (1943–1945 Stockau)
Lipnik (1943–1945 Lindenhorst)
Łukomierz
Mokre (1943–1945 Feuchtwangen)
Ożegów
Pieńki Laskowskie-Bugaj Radoszewicki
Radoszewice (1943–1945 Radenhag)
Siemkowice (1943–1945 Saatgrund)
Zmyślona (1943–1945 Sinnborn)
Kleinere Dörfer der Gemeinde sind Bugaj Lipnicki, Bugaj Radoszewicki, Marchewki, Mazaniec, Miętno und Tądle. Weitere Orte der Gemeinde sind die Siedlungen Mierzanów und Pieńki Laskowskie sowie die Weiler und Wohnplätze Miedźno, Młynki, Papierek und Smolarnia.

## Sehenswürdigkeiten
In der nationalen Denkmalliste der Woiwodschaft sind die befestigten Herrenhäuser in Radoszewice und in Siemkowice sowie die zugehörigen Parks verzeichnet. Das Herrenhaus in Siemkowice ist von einem neun Meter breiten Wassergraben umgeben. Westlich des Parks befindet sich der mit Seerosen bedeckte Teich Biały Ługie. Die Kirchen von Radoszewice und Siemkowice wurden 1851 und 1879 erbaut. In Lipnik wurde eine moderne Kirche errichtet.

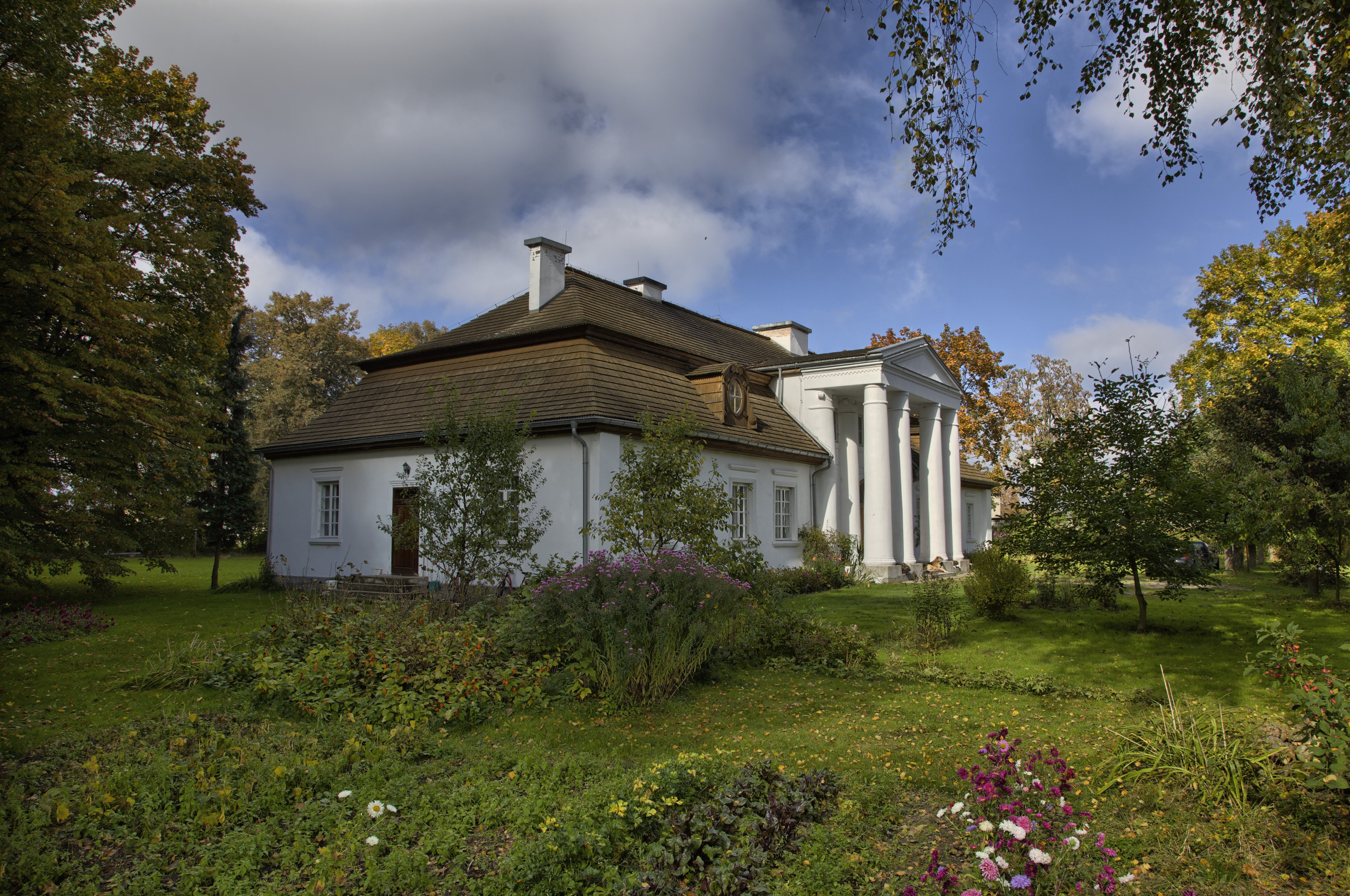
Herrenhaus in Radoszewice
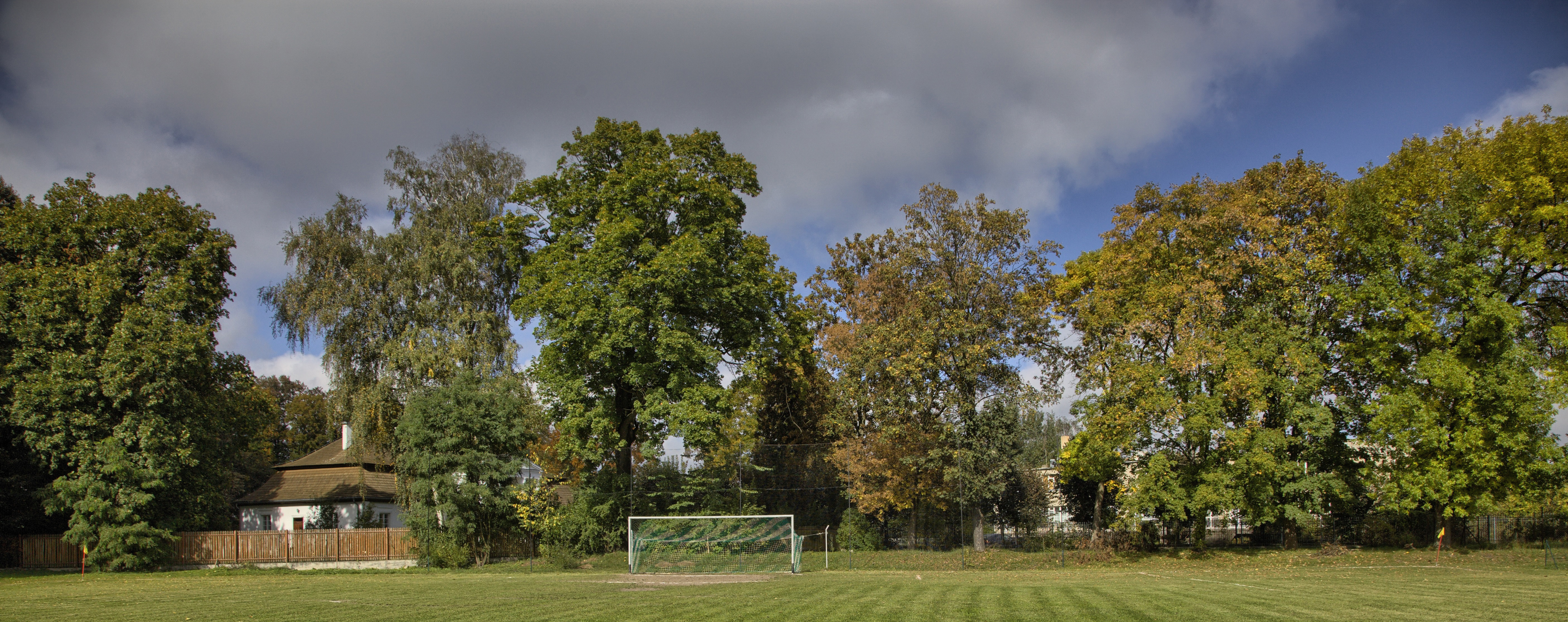
Park in Radoszewice
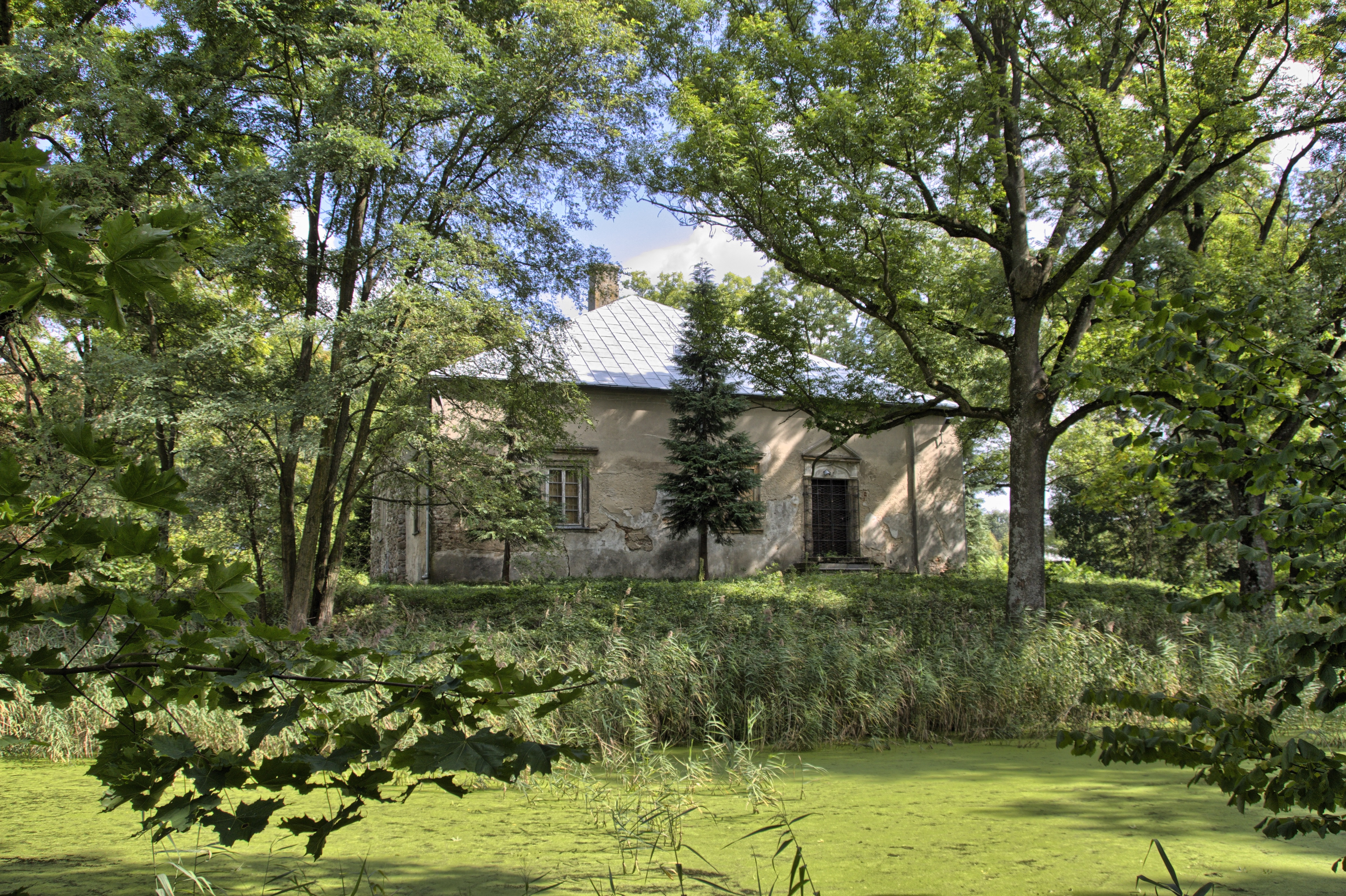
Herrenhaus in Siemkowice
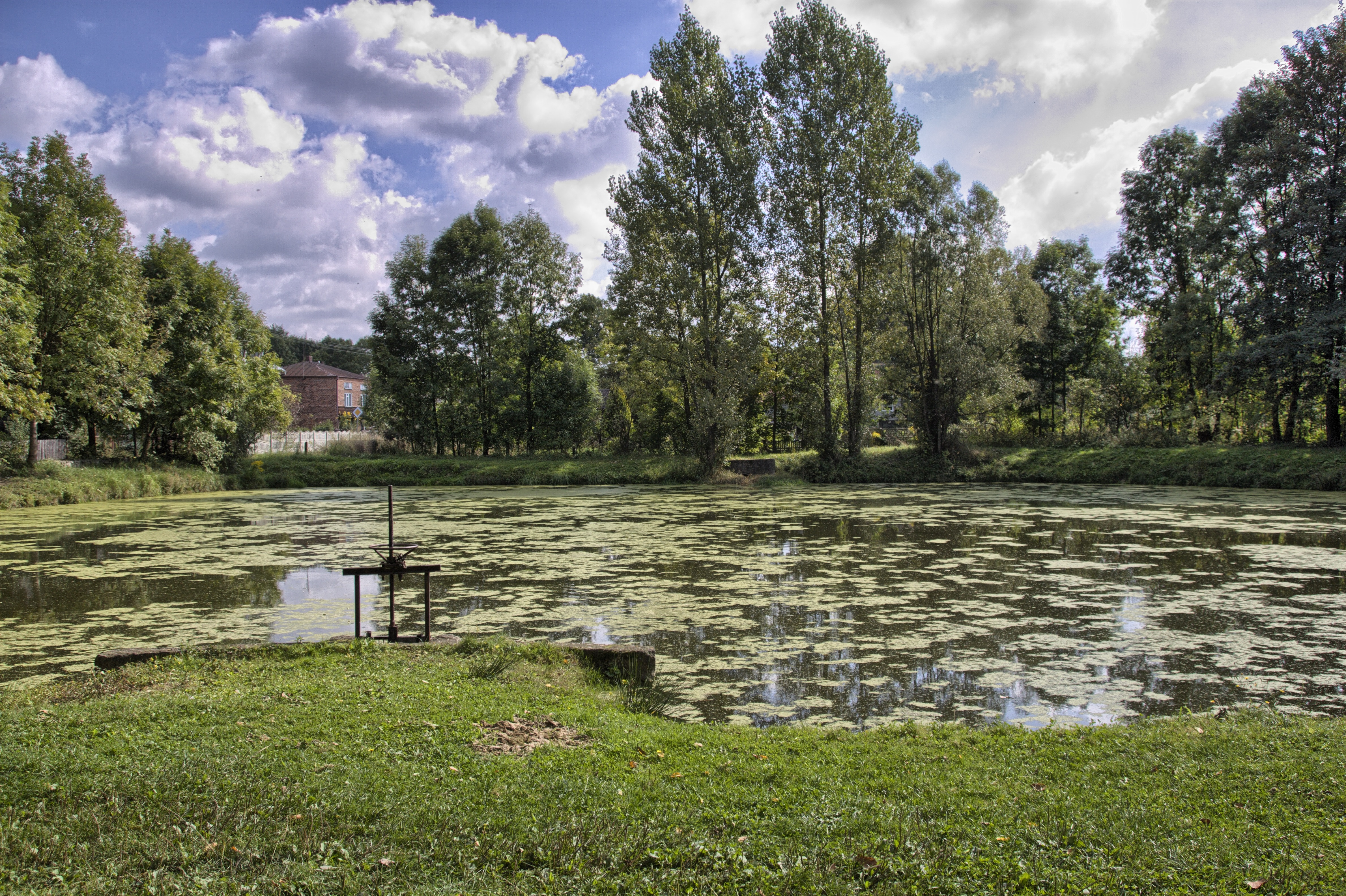
Park in Siemkowice
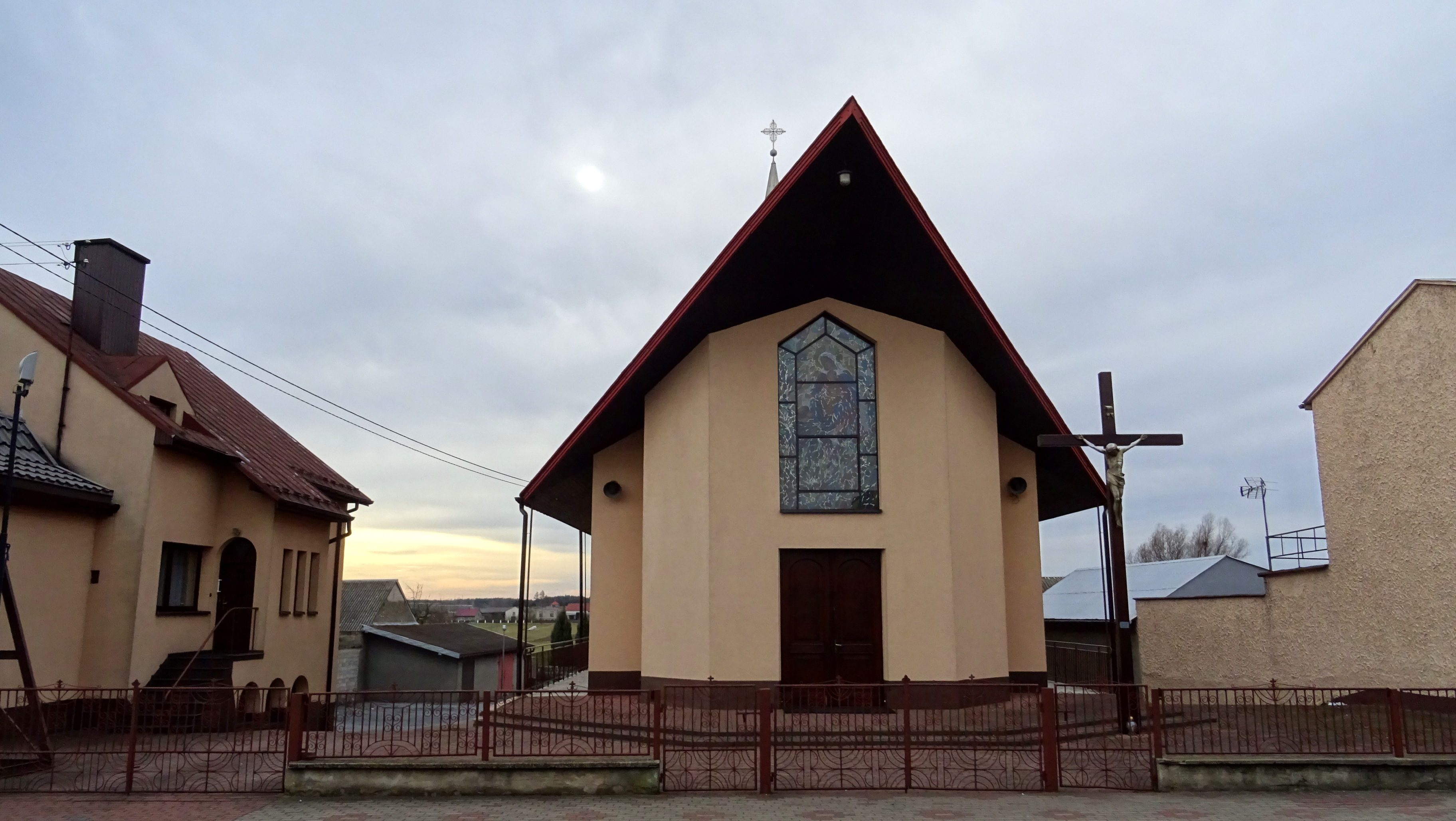
Kirche in Lipnik

## Naturschutzgebiete und Naturdenkmale
Das Naturschutzgebiet Mokry Las ist ein Waldgebiet mit einer Fläche von 15 Hektar und besteht seit November 1983. Einige der Kiefern, Eichen und Tannen sind bis zu 200 Jahre alt.
Die Linde im Park von Siemkowice gilt als „dickster Baum Polens“. Sie ist etwa 700 Jahre alt, im Landesregister der Naturdenkmale eingetragen und hat einen Umfang von 716 Zentimetern.

## Verkehr

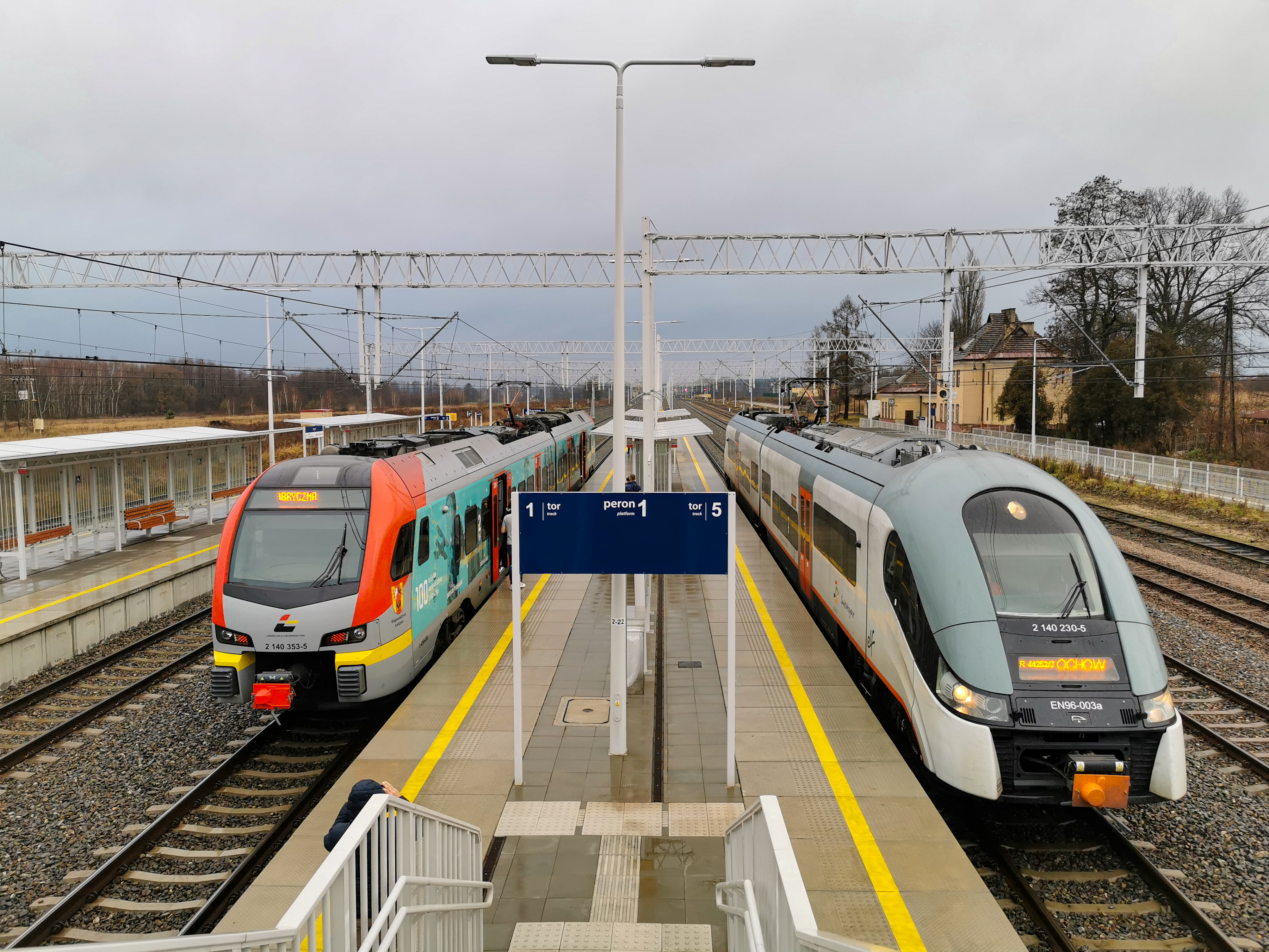
Bahnhof Chorzew Siemkowice, 2024

Über die Powiatstraße Radoszewice – Siemkowice – Pajęczno wird in der Kreisstadt die Landesstraße DK42 erreicht. In Radomsko besteht Anschluss an die Autobahn A1 (Europastraße 75).
Der Bahnhof Chorzew Siemkowice liegt an der Bahnstrecke Chorzów–Tczew (Königshütte–Dirschau, auch „Kohlenmagistrale“ – Magistrala węglowa genannt) bei Chorzew auf dem Gebiet der Landgemeinde Kiełczygłów. Dort endet die Bahnstrecke Wyczerpy–Chorzew Siemkowice.
Der nächste internationale Flughafen ist Łódź.